# Ярошенко, Юрий Николаевич (футболист)
Ю́рий Никола́евич Яроше́нко (укр. Юрій Миколайович Ярошенко; род. 5 января 1961, Фрунзе) — советский и украинский футболист, полузащитник. Под 19 номером вошёл в 50-ку из лучших игроков луганской «Зари» по версии портала Football.ua. Отец футболиста Константина Ярошенко. С 2001 года на тренерской работе.

## Карьера
Воспитанник киевского спортинтерната. Первый тренер — В. Ф. Качанов. После завершения обучения три года играл в дубле киевского «Динамо», в составе которого дважды становился чемпионом СССР среди дублирующих составов высшей лиги (1980 и 1981). Не сыграв ни одного матча в основном составе киевлян, Ярошенко в 1982 году перешёл в ворошиловградскую «Зарю». В этой команде провёл более восьми лет. За это время сыграл в составе «Зари» 316 матчей в чемпионате и 11 в Кубке СССР, в которых забил 47 и 1 гол соответственно. Становился чемпионом Украинской ССР 1986 года
Покинув Луганск в 29-летнем возрасте, Ярошенко продолжил карьеру в командах «Заря» (Бельцы), «Кристалл» (Херсон) и «Химик» (Северодонецк), но нигде надолго не задерживался. В 1993 году был приглашён в «Навбахор», по итогам сезона в котором становился бронзовым призёром чемпионата Узбекистана. С 1995 по 1999 год доигрывал в любительских командах Луганской области.

## Тренерская карьера
В 2001 году перешёл на тренерскую работу. Устроился в детскую Академию донецкого «Шахтёра», сначала — тренером-селекционером, а позже — тренировал группы. Далее тренировал детские команды донецкого «Металлурга», мариупольского «Ильичёвца» и сумской «Барсы».
1 июля 2014 года был назначен главным тренером клуба Первой лиги Украины «Сумы». 5 сентября стал тренером «Полтавы», вскоре вернулся в «Сумы», затем контракт был разорван.
В мае 2017 года уволен с поста главного тренера «Полтавы».
Перед сезоном 2017-18 вошёл в тренерский штаб МФК «Николаев», заняв место помощника главного тренера Руслана Забранского.
Зимой 2018 года возглавил участника чемпионата Сумской области — липоводолинский «Альянс», с которым прошел путь от чемпионата области до Первой лиги.